# Himalájai kékfarkú
A himalájai kékfarkú (Tarsiger rufilatus) a madarak osztályának verébalakúak (Passeriformes) rendjéhez és a  légykapófélék (Muscicapidae) családjához tartozó faj.

## Rendszerezése
A fajt Brian Houghton Hodgson angol természettudós írta le 1845-ben, a Nemura nembe Nemura rufilatus néven. Sorolták a kékfarkú (Tarsiger cyanurus) alfajaként Tarsiger cyanurus rufilatus néven is.

## Előfordulása
Dél- és Délkelet-Ázsiában, Bhután, Kína India, Laosz, Malajzia, Mianmar, Nepál, Pakisztán, Thaiföld és Vietnám területén honos. 
Természetes élőhelyei a szubtrópusi és trópusi hegyi esőerdők és lombhullató erdők. Vonuló faj.

## Megjelenése
Testhossza 15 centiméter, testtömeg 11–14 gramm. A nemek különböznek.
|  |  |

## Életmódja
Gerinctelenekkel, főleg rovarokkal táplálkozik, de gyümölcsöket és magvakat is fogyaszt.

## Természetvédelmi helyzete
Az elterjedési területe rendkívül nagy, egyedszáma pedig stabil. A Természetvédelmi Világszövetség Vörös listáján nem fenyegetett fajként szerepel.